# Cyrtocrinida
Cyrtocrinida — ряд морських лілій.

## Опис
Стебло коротке або відсутнє, а стовпчасті плити, якщо вони присутні, циліндричні, без сучків. Чаша може бути продовжена у вигляді колони. Руки розділені до першого або другого прімібрахіаля без подальшого розгалуження (крім Neogymnocrinus). Руки забезпечені борозенками з війками (амбулакральними ніжками), що допомагають постачати їжу і направляти її в рот. Вони виділяють вид клею, до якого прилипають личинки ракоподібних і органічні частинки. Потім частинки ковзають по рейках уздовж жолоба до відкритого ротового отвору у центрі чаші.

## Систематика
Ряд містить 7 видів:
- Підряд Cyrtocrinina
  - Родина Sclerocrinidae Jaekel, 1918
    - Рід Neogymnocrinus Hess, 2006 — 1 вид
    - Рід Pilocrinus Jaekel, 1907 (викопний)
- Підряд Holopodina
  - Родина Eudesicrinidae Bather, 1899
    - Рід Proeudesicrinus Améziane-Cominardi & Bourseau, 1990 — 1 вид

  - Родина Holopodidae Zittel, 1879
    - Рід Cyathidium Steenstrup, 1847 — 2 види
    - Рід Holopus Orbigny, 1837 — 3 види